# Vodní mlýn U Vondřejců
Vodní mlýn U Vondřejců se nachází ve Valském údolí na adrese Provoz č.p. 29. Vesnice Provoz je částí obce Val nedaleko Dobrušky. Interiér mlýna není veřejně přístupný. Objekt je v majetku soukromé osoby.

## Popis
Původní mlýn byl na stejném místě vystavěn již v roce 1586 Adamem Radlínem. Byl poháněn náhonem z Bačetínského potoka. Současná podoba mlýna je zachována od roku 1816. Přízemní, hospodářská část mlýna je vyzděna z kamene, včetně mlatu a stodoly. Hlavní budova je roubená, jednopatrová, se sedlovou střechou a eternitovou krytinou. V zadní části objektu je částečně zachovaný kamenný bazén pro vodní kolo. Kolo se již nedochovalo, zůstaly zde jen zbytky hřídele a mlýnské kameny. Národní památkový ústav dokládá též zachované zbytky mlynářské technologie. Náhon k mlýnu je již vyschlý, je však v terénu dobře patrný, stejně jako výpusť, kterou se odváděla voda zpět do potoka. Budova mlýna, včetně pozemku je památkově chráněna od 3. května 1958 pod č. 19150/6-2448.

Fotogalerie
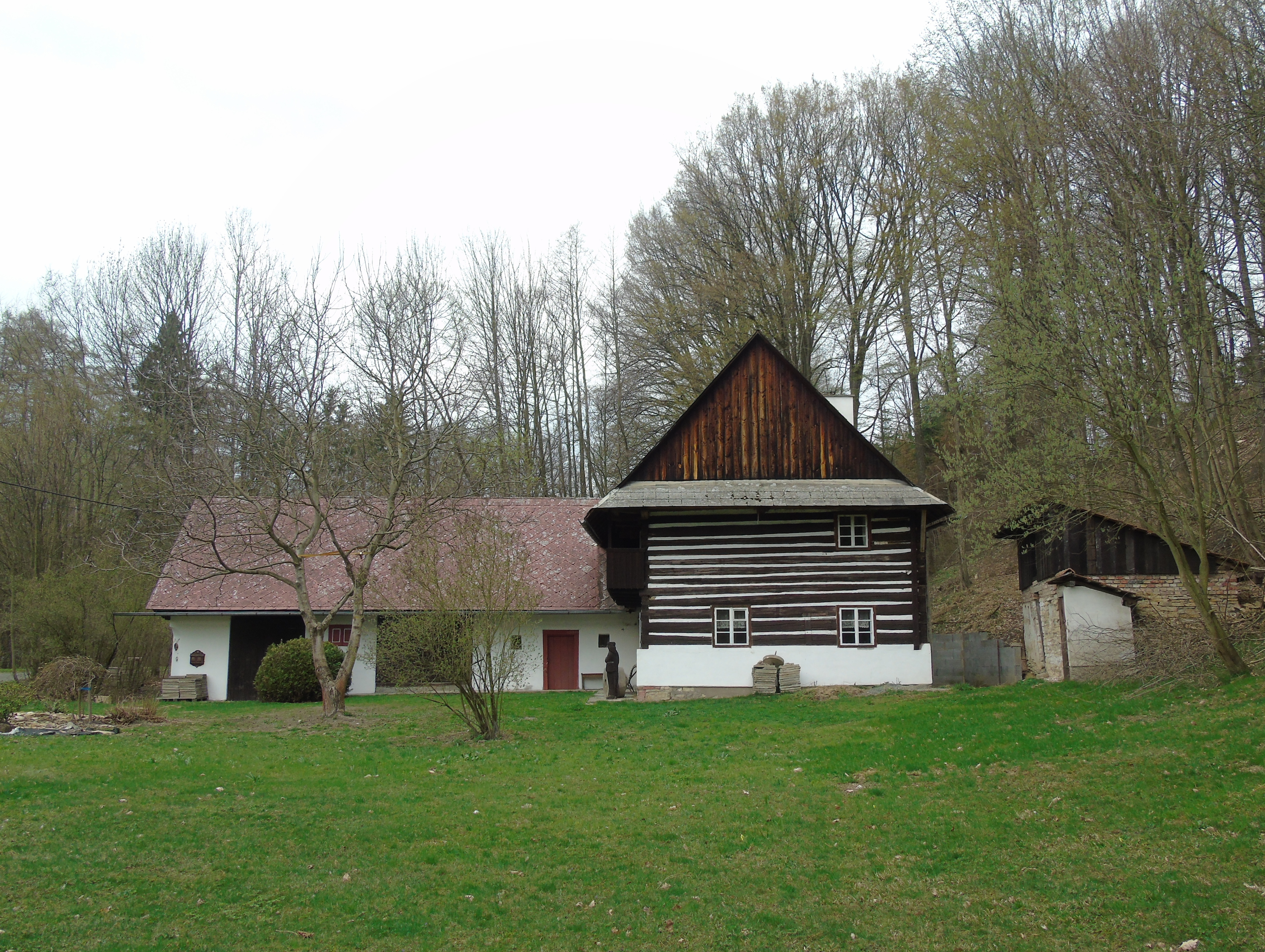
Celkový pohled na mlýn
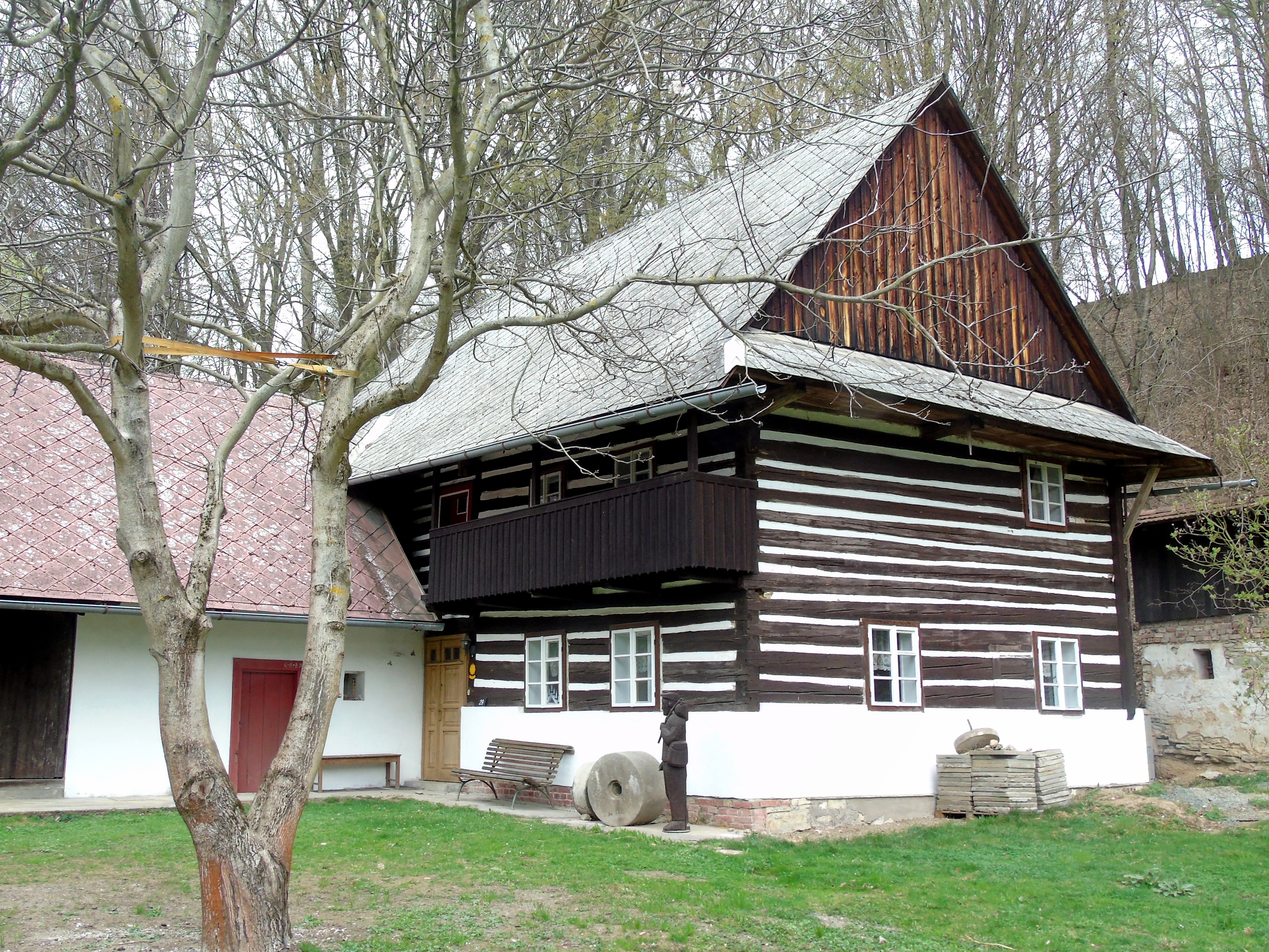
Zápraží mlýna
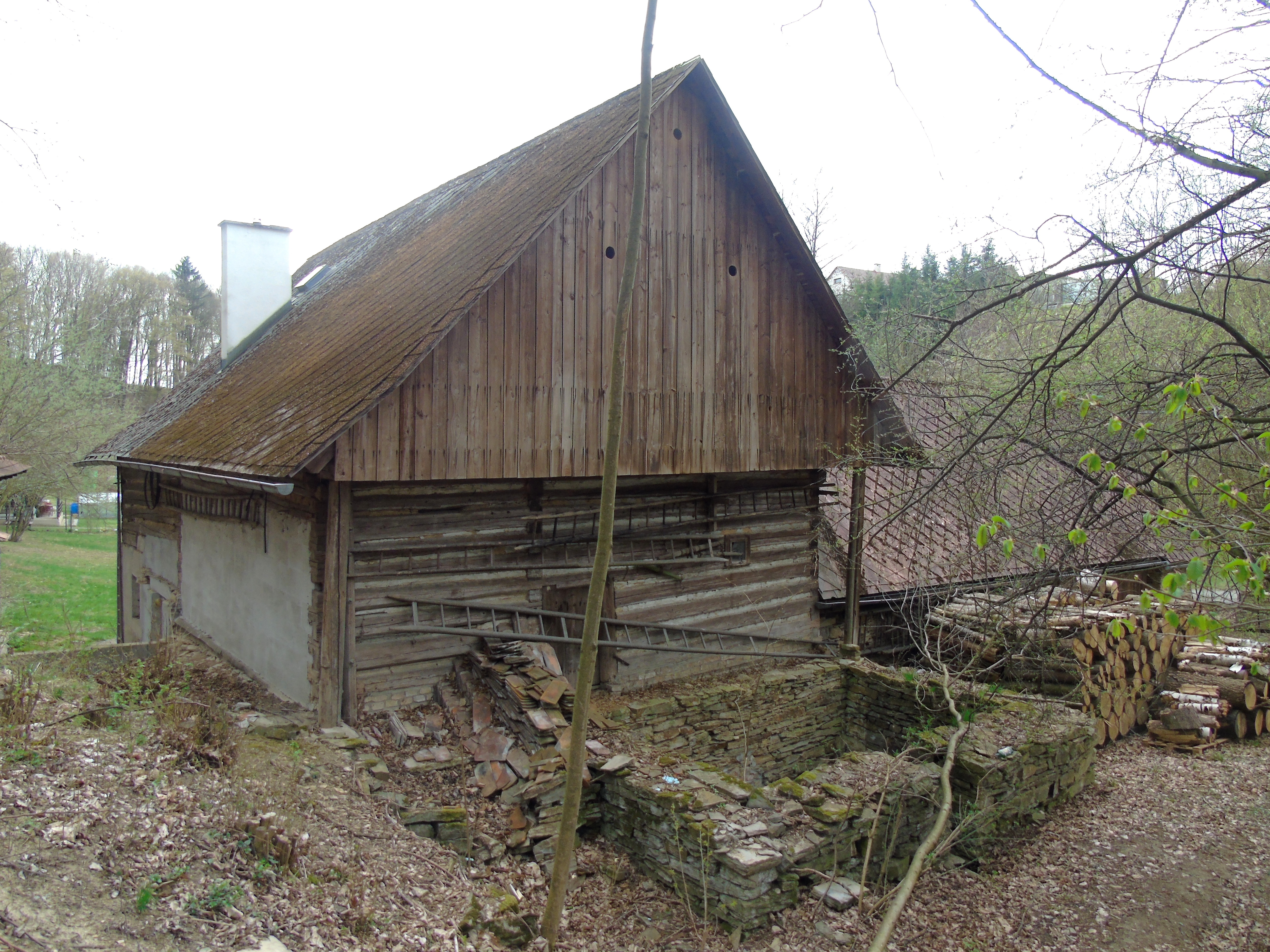
Stejný mlýn - pohled od náhonu

## Historie
Na mlýně působili tito mlynáři:
- Adam Radlín, vystavěl mlýn v roce 1586,
- Vondra Kovář, koupil mlýn v roce 1599,
- Dále zde mleli Jansa, Hladík, Menšík, Rada, Kunz, Bachman, Smola, Arnošt
- Martin Šejbl, koupil mlýn v roce 1680, v mletí pokračoval Dvořák.
- Josef Brožek kopil mlýn v roce 1757.
- Už v roce 1758 koupil mlýn Antonín Šperlich.
- Po něm Jan Andrš, koupil mlýn v roce 1750
- v roce 1763 koupil mlýn Jan Vondřejc.

V majetku rodu Vondřejců byl mlýn až do roku 1948. Mlýnské zařízení pracovalo do roku 1945.